# 中野万亀
中野 万亀（中野萬亀、なかの まき、1872年7月 - 1949年）は日本の社会教育家。佐賀県出身。自らの邸宅内で夜学会や中野家庭寮(花嫁学校)を開き、その建物は国有形登録文化財「中野邸」(1909（明治42）年建築)となっている。

## 人物
1872年（明治5年）7月、佐賀県七浦村伊福（現・太良町）に旧鹿島藩士・田中馨治（けいじ）と縫子（田中縫、原縫）の娘として生まれる。母方の伯父に原忠順がいる。
佐賀県立師範学校女性部を卒業し、佐賀県内で初の女性正教員の一人となった。
旧佐賀藩士で伊福の実業家だった中野権六と結婚し、1892年（明治25年）から自邸内で夜学会を開催し、さらに女性向けの「中野家庭寮」を開いて生徒たちと共同生活をしながら裁縫などを教えた。『田中鐡三郎先生伝』によると夜学会では漢文や今古史談などを教授したという。
実弟の田中鉄三郎が書いた『国際経済の片影』（1933年刊）では、発行人が中野万亀、発行者が七浦村中野夜学校同窓会となっており、夜学校のレベルもかなり高度だったのではないかと指摘されている。
また、婦人会の結成や農繁期の託児所の設立に取り組み、文部大臣表彰を受け、1933年（昭和8年）には高松宮宣仁親王から銀製花瓶を贈られた。
1934年（昭和9年）には中野夜学校同窓会により、太良町伊福に「中野万亀子先生頌徳碑」が建てられた。

## 中野邸
中野夫妻が暮らした1909年（明治42年）に建築された邸宅で夜学会や中野家庭寮が開かれた。2017年（平成29年）に国有形登録文化財に選定された。

## 親族
- 伯父：原忠順[2]
- 弟：田中鉄三郎（田中鐵三郎）[2]